# Gil Kane

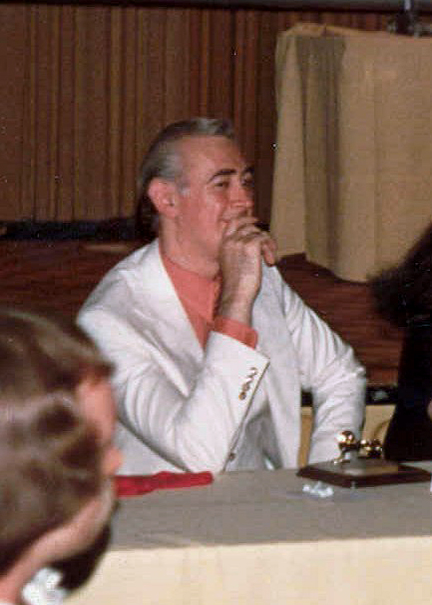
Gil Kane

Gil Kane (* 6. April 1926 in Riga; † 31. Januar 2000 in Miami, Florida) (eigentlich Eli Katz, Pseudonym: Scott Edwards) war ein US-amerikanischer Comiczeichner, der mehr als 50 Jahre zuerst für DC Comics und dann für Marvel Comics arbeitete und der für seine dynamisch gezeichneten Superhelden und innovativen Kampfszenen bekannt ist.

## Leben und künstlerisches Wirken

### Jugend und künstlerische Anfänge (1926 bis 1952)
Kane wurde 1926 unter dem Namen Eli Katz als Sohn lettischer Eltern in Riga geboren. Bereits 1929 siedelte er mit seinen Eltern in die USA über. Dort ließ die Familie sich in Brooklyn, New York, nieder. Kane brachte sich das Zeichnen autodidaktisch bei und legte seine ersten Arbeiten als 16-Jähriger vor.
Während des Zweiten Weltkrieges wurde Katz kurzzeitig als Angehöriger der US-Army im Pazifikraum eingesetzt.
Nach seiner Heimkehr nahm er wechselnde Künstlernamen wie Pen Star and Gil Stack an, bevor er sich schließlich für Gil Kane entschied.

### Arbeiten für DC-Comics (1950er und frühe 1960er Jahre)
Ende der 1950er Jahre begann Kane für den Verlag DC Comics als Zeichner zu arbeiten. Er entwarf den Superhelden Green Lantern erneut für eine weitere Generation von Lesern und betreute auch künstlerisch die Serie The Atom.

### Arbeiten für Marvel-Comics (späte 1960er und 1970er Jahre)
In den 1960er Jahren wechselte er zu dem konkurrierenden Verlag Marvel Comics, für den er an den Serien Spider-Man, The Incredible Hulk arbeitete und dem aus der Zeit des Zweiten Weltkriegs stammenden Helden Captain America gab er auch hier ein moderneres Aussehen und mehr Dynamik.
Als Kanes wichtigste Arbeit bei Marvel kann die in den Comicheften The Amazing Spider-Man #96–98 von 1971 erzählte Geschichte gelten, die sich als eines der ersten US-amerikanischen Comics überhaupt auf glaubwürdige Weise mit der Drogen-Problematik auseinandersetzt, wofür die Geschichte sowohl von der Kritik als auch vom amerikanischen Gesundheitsministerium gelobt wurde.

### Freischaffender Künstler
Gemeinsam mit Archie Goodwin schuf Kane die gemeinsam verfassten und von Kane visuell gestalteten, von der Kritik gefeierten, Comicromane His Name is… Savage (1968) und Blackmark (1971).
Kane war bekannt dafür, dass er gerne als Inker für seine eigenen Zeichnungen arbeitete.

## Ehe und Familie
Kane war zweimal verheiratet und hatte drei Kinder - Scott, Eric und Beverly Kane. Gil Kane starb im Jahr 2000 an den Folgen einer Krebserkrankung.

## Preise
Im Laufe seiner Karriere erhielt Kane zahlreiche Preise, so in den Jahren 1971. 1972 und 1975 den Preis der National Cartoonists Society für das "Best Story Comic Book" und 1977 den "Story Comic Strip Award" (für die Serie Star Hawks).
1971 wurde Kane für seinen Graphikroman Blackmark mit dem "Shazam Award" für "außerordentliche Verdienste um das Medium Comic" ausgezeichnet.
In den 1990er Jahren wurde er in Anerkennung seines künstlerischen Lebenswerkes sowohl in die "Eisner Award Hall of Fame" als auch die "Harvey Award Jack Kirby Hall of Fame" aufgenommen.

## Referenzen
- Nachruf Gil Kane Dies; drew the Hulk And Captain Marvel Comics, International Herald Tribune, vom 4. Februar 2000

| Personendaten    | Personendaten                   |
| ---------------- | ------------------------------- |
| NAME             | Kane, Gil                       |
| ALTERNATIVNAMEN  | Katz, Eli                       |
| KURZBESCHREIBUNG | US-amerikanischer Comiczeichner |
| GEBURTSDATUM     | 6. April 1926                   |
| GEBURTSORT       | Riga, Lettland                  |
| STERBEDATUM      | 31. Januar 2000                 |
| STERBEORT        | Florida, USA                    |